# Vrchy
Vrchy (do roku 1947 Valtéřovice, německy Waltersdorf) jsou obec v okrese Nový Jičín v Moravskoslezském kraji. Žije zde 225 obyvatel. Obcí probíhá silnice I/57 a protéká Vršský potok, který zde také pramení.
Zástavba obce jakož i téměř celý její katastr leží na Moravě, ale parcela číslo 1373 u Vršského potoka původně náležela ke katastrálnímu území Děrné a leží tudíž ve Slezsku.

## Historie
První písemná zmínka o obci pochází z roku 1437. Ves byla situována na staré obchodní cestě z údolí Bečvy na sever k Baltu a charakterem zástavby odpovídala typu lesní lánové vsi.

## Obyvatelstvo
| Rok            | 1869 | 1880 | 1890 | 1900 | 1910 | 1921 | 1930 | 1950 | 1961 | 1970 | 1980 | 1991 | 2001 | 2011 | 2021 |
| -------------- | ---- | ---- | ---- | ---- | ---- | ---- | ---- | ---- | ---- | ---- | ---- | ---- | ---- | ---- | ---- |
| Počet obyvatel | 546  | 569  | 541  | 543  | 583  | 526  | 501  | 311  | 273  | 235  | 217  | 230  | 229  | 195  | 213  |
| Počet domů     | 85   | 87   | 110  | 86   | 90   | 90   | 90   | 97   | 70   | 68   | 65   | 73   | 81   | 80   | 90   |

## Obecní správa
Mezi lety 1869–1975 Vrchy byly obcí v okrese Nový Jičín (1869–1930), poté v okrese Vítkov (1950) a později opět v okrese Nový Jičín. Od 1. ledna 1976 do 31. prosince 1991 patřily jako část města k Fulneku a od 1. ledna 1992 jsou opět samostatnou obcí.

### Obecní symboly
Znak a vlajka byly obci uděleny rozhodnutím předsedy Poslanecké sněmovny Parlamentu České republiky dne 29. března 1995.

## Pamětihodnosti
- Kaple nad obcí
- Kaple Panny Marie Loretánské

## Galerie

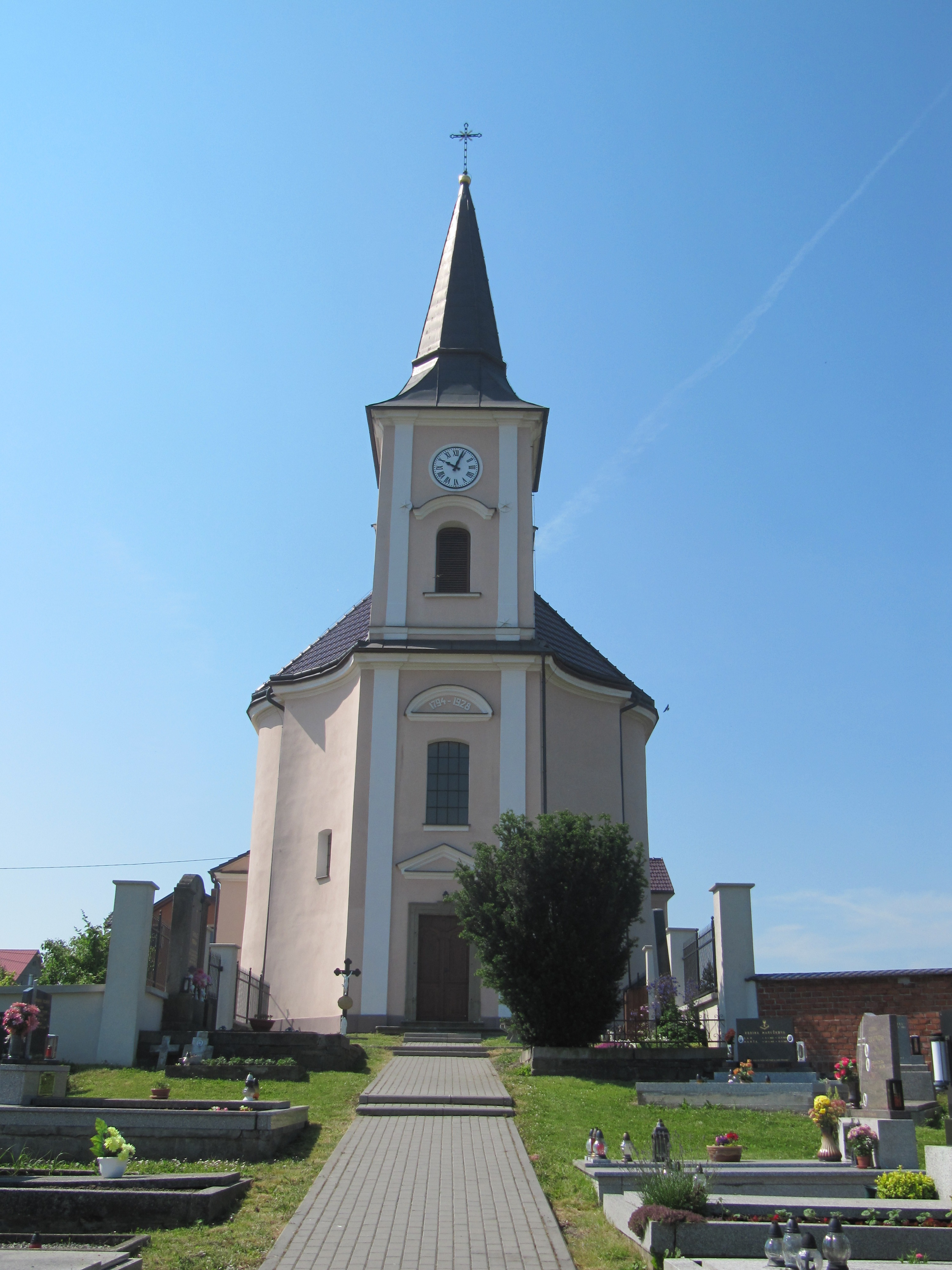
Kostel sv. Jiří
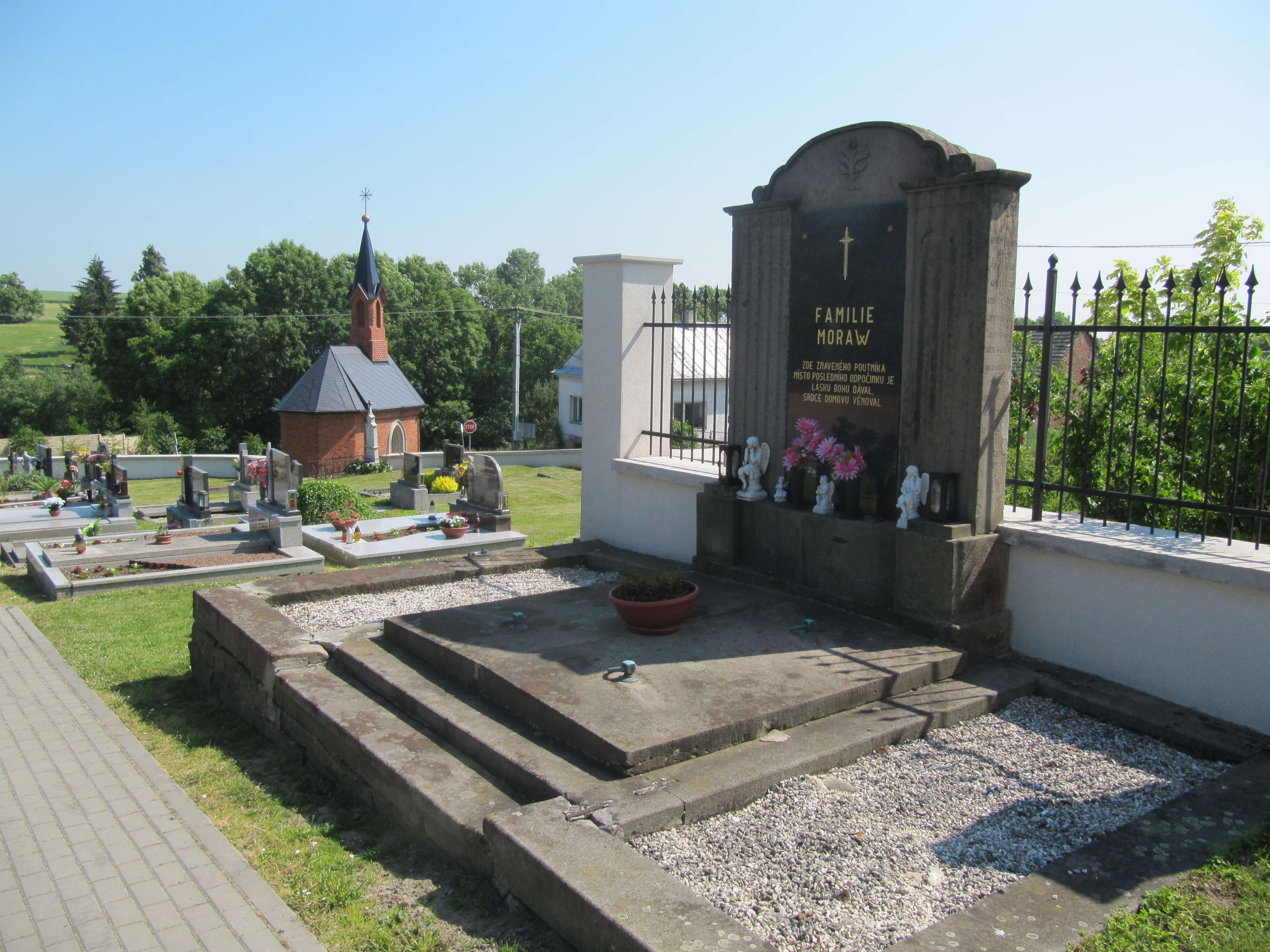
Hřbitov
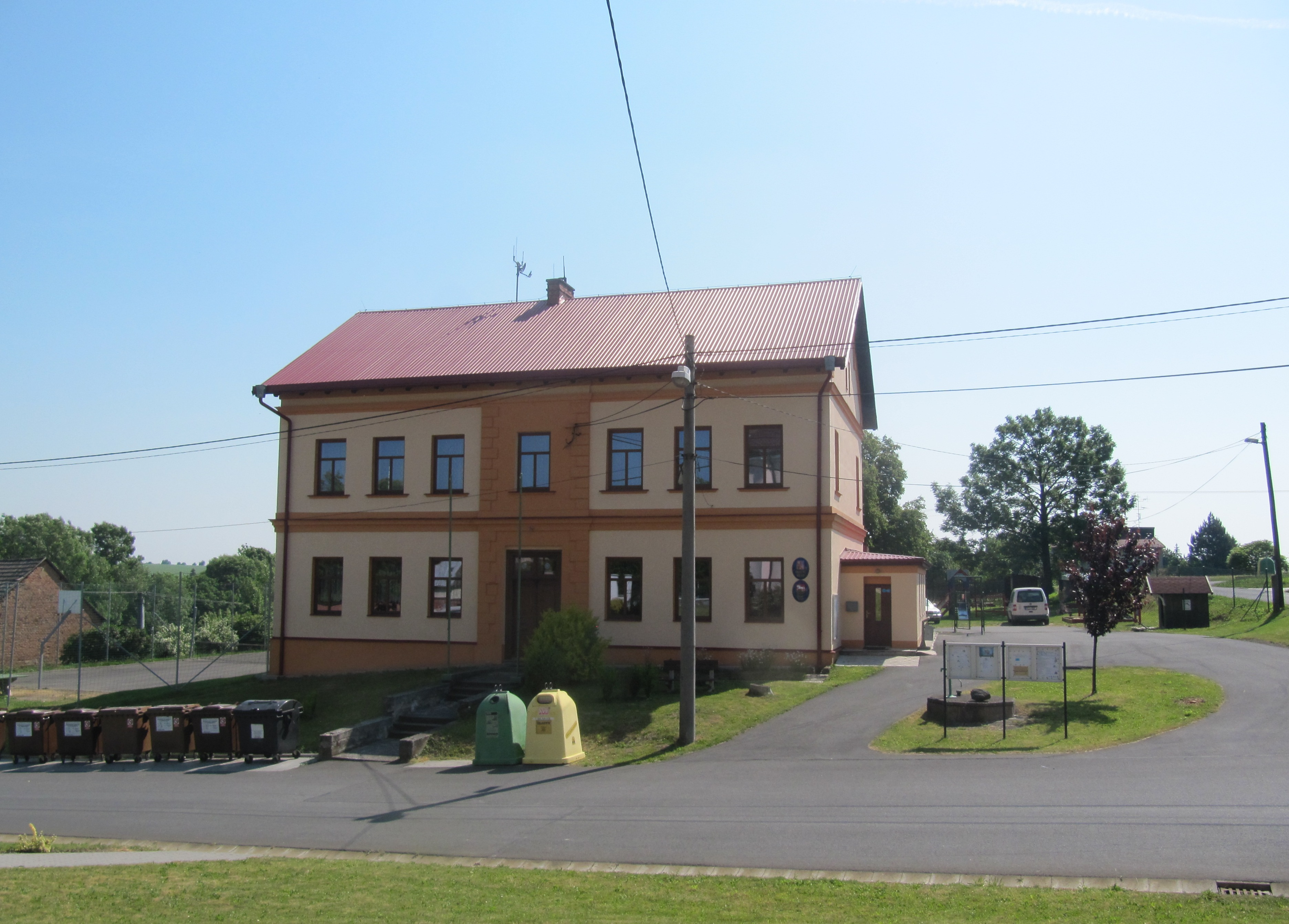
Obecní úřad
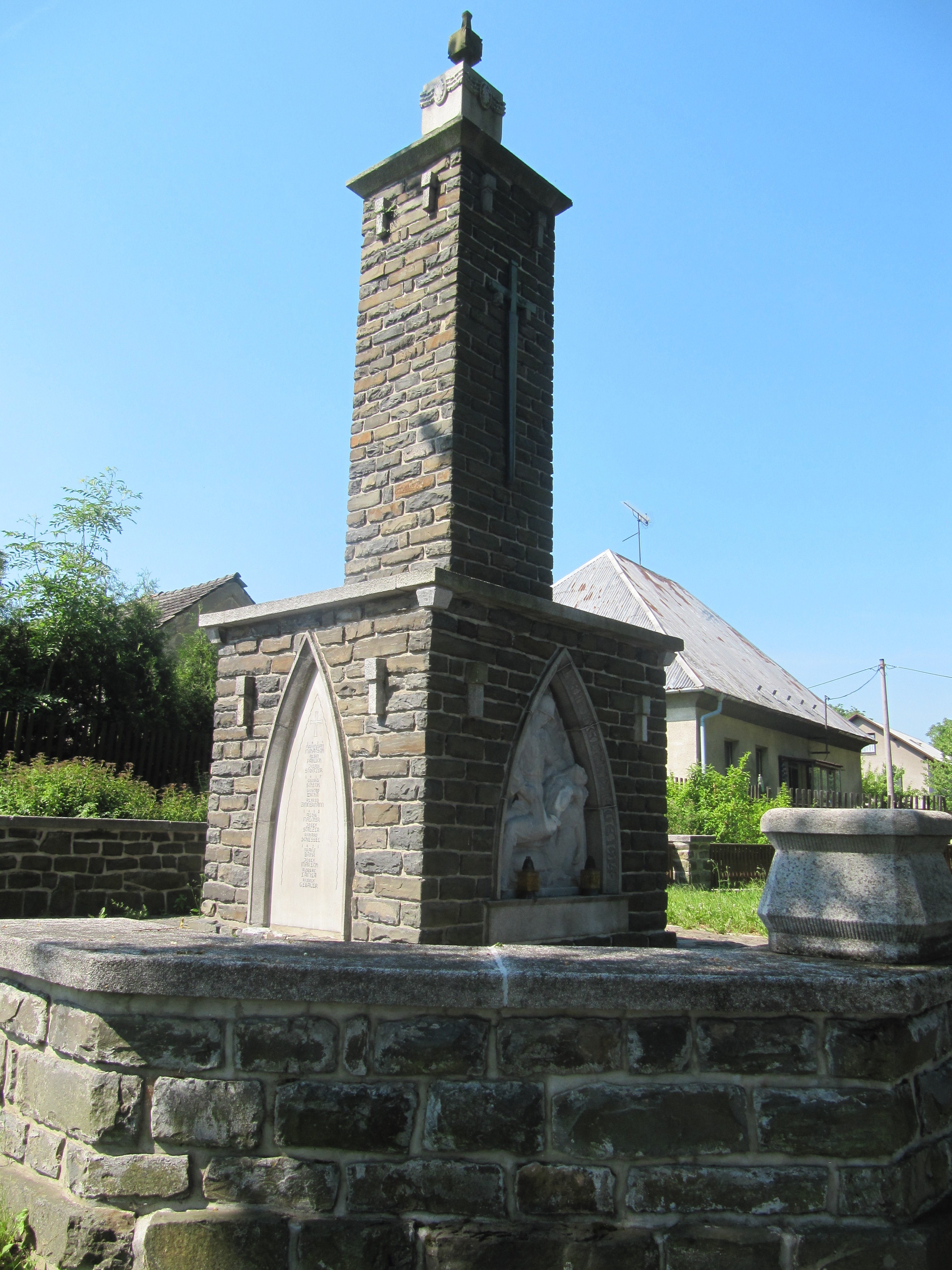
Pomník obětem I. sv. války
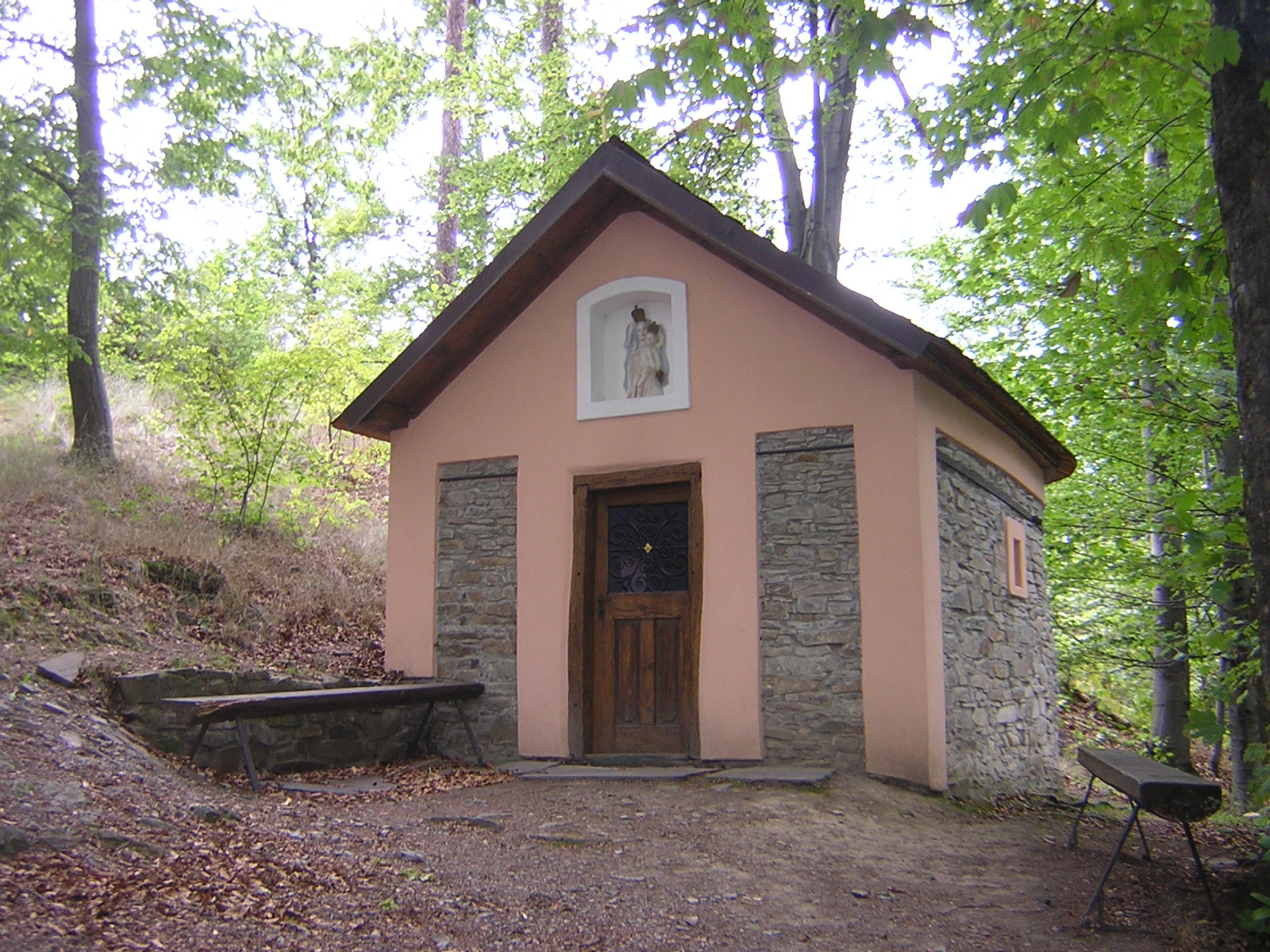
Kaple Panny Marie Loretánské

## Osobnosti
- Johann Georg Moraw (1825 -1902), majitel dědičné rychty, obecní starosta, zemský poslanec[10][11]
- Robert Bortsch (1874 - 1942), moravský a rakouský technik, vynálezce dutých betonových tvárnic, působil na technickém vysokém učení v Brně a v Grazu, kde byl dvakrát rektorem[12]